# تميسيان (تارود)
تميسيان (بالفارسية: تمسیان) هي مستوطنة تقع في إيران في قسم تاررود. يقدر عدد سكانها بـ 107 نسمة .